# 진건도서관
진건도서관은 경기도 남양주시 진건읍 사릉리 소재의 시립 도서관이다.

## 연혁
- 2006.03.03 진건도서관 개관

## 시설현황
- 3층: 열람실, 디지털정보실, 연속간행물실
- 2층: 문헌정보실
- 1층: 어린이자료실(유아실), 문화강연실II, 사무실
- 지하1층: 문화강연실I, 매점, 보존서고, 전기실

## 이용 안내
이용 시간
- 열람실: 매일 08:00 ∼ 22:00
- 어린이자료실: 매일 09:00 ∼ 18:00
- 문헌정보실: 09:00 ∼ 22:00(평일) / 09:00 ~ 18:00(주말,공휴일)
- 디지털정보실: 매일 09:00 ~ 18:00

휴관일
- 정기휴관일: 매주 금요일, 1월 1일, 설날·추석 연휴 (대체공휴일 포함)
- 임시휴관일: 특별한 사유로 시장이 지정하는 날